# Mercedes Ferrer
Mercedes Ferrer, nombre artístico de Mercedes Rodríguez Vázquez, (Madrid, 30 de mayo de 1963) es una cantautora española.

## Trayectoria
Estudió literatura contemporánea y lengua francesa en la Sorbona.
Influenciada por The Doors, Bob Dylan o David Bowie, formó parte de grupos musicales franceses hasta que regresó a Madrid en 1984, en plena Movida Madrileña, donde conoció al batería Carlos del Castillo, "Carlos Torero", con el que grabó varias maquetas que tuvieron bastante repercusión entre la crítica especializada. Al dúo inicial se incorporan otros músicos, como Fernando Illán al bajo, y más tarde Arturo Soriano, que provenía del grupo V Congreso, al saxo, y ya como grupo, pero con Carlos Torero de salida, adoptaron brevemente el nombre de La Llave. Bajo esta denominación se publicaron canciones como "Europa", "El burlado" y "Dame tú la fuerza". Ganaron el trofeo rock VIII Villa de Madrid en el año 1985, en cuyo fin de fiesta ejercieron de teloneros de The Cure.
En 1986 publicó Entre mi sombra y yo, una producción en la que contó con músicos que venían colaborando con ella anteriormente como Fernando Illán, José Romero y Arturo Soriano además de incluir a otros de gran talento interpretativo como el saxofonista Jorge Pardo. 
En 1988 grabó Tengo todas las calles, incluyendo un dueto con Rafa Sánchez de La Unión, "Tela de araña", haciendo una gira con Germán Vilella a la batería. Gracias a este disco, fue nombrada por los lectores de la revista mensual Popular 1 mejor cantante de rock española.
En 1989 conoció a Yōko Ono gracias a un homenaje a John Lennon en la sala Zeleste en Barcelona, donde ella le invitó personalmente a visitarla en Nueva York.
En 1991 se fue a vivir a Nueva York, ampliando sus estudios musicales en The New School y empezó a tocar en pequeños clubs del East Village. Ese mismo año estrenó su álbum Imán, para luego dedicarse a una intensa tarea de composición, actuaciones y crecimiento personal. Montó un pequeño estudio del que nacen multitud de canciones, ideas grabadas en inglés y español. También actuó en numerosos locales como Nell's, McGovern's, Continental o Brownie's. Regresó a Madrid a finales de 1993. Montó una banda con sus amigos Pedro Andrea a la guitarra y Billy Villegas al bajo. Con ellos y con Inma Crespo y Vicente Climent a la batería realizaron numerosos conciertos y grabaron nuevas composiciones.
Ya en 1994 lanzó Tiempo futuro producido por Julián Navarro, donde cuenta con un elenco de primeras figuras de músicos de estudio americanos como Neil Stubenhaus, John Robinson y Michael Landau. El sencillo "Intermedio" se situó número 1 en listas de radio de Colombia, Argentina y Chile entre otros países de América Latina.
A la par colabora con Nacho Cano, exintegrante de Mecano, en el tema instrumental "El patio", que fue un éxito. Más adelante compuso una de las canciones más conocidas en la voz de Mercedes: "Vivimos siempre juntos". Ha sido partícipe en todos los álbumes y en temas como "El amargo pomelo", "Planeta de los hombres", "Relato de un secuestro", "Esta división", "La acera de Calcuta", "La primera canción" y "El arte de volar", abarcando algunas adaptaciones en francés e inglés.
Realizó una pausa en su carrera, recordando y versionando canciones de sus anteriores álbumes. En 1997 lanzó el recopilatorio Generaciones que incluye canciones nuevas como "Adiós" y "Carretera sin fin" compuestas en colaboración con Pedro Guerra. Realizó una extensa gira por la geografía española en la que da un salto hacia públicos mayoritarios.
A principio de 2003 grabó Tiempo Real en los estudios Infinity (Madrid) y su primer sencillo titulado "Al otro lado" que estaba inspirado en los atentados del 11 de septiembre de 2001 en los Estados Unidos. Realizó un dueto destacado con el exvocalista de Héroes del Silencio, Enrique Bunbury titulado "Fantasía" en la gira "Bunbury freak-show".
En el 2005, se presentó la obra teatral y musical Gorda de la que creó la banda sonora en el Teatro Alcázar de Madrid.
Participó en el festival contra el femicidio en Ciudad Juárez (México) en la plaza del Zócalo frente a un numeroso público. En 2006, Dro-Atlantic publicó Intermedio, recopilatorio que reunía la mayoría de sus éxitos, incluyendo dos temas nuevos: "Sigue brillando en mí" y "Madrid despierta" (a dúo con Carmen París), un himno a la capital de España.
En 2009 grabó su octavo disco de estudio: Travesía, con sonido que mezcla pop, rock, jazz, chanson francesa y bolero. Diez canciones producidas por Edgar Oceransky y ella misma. Fue grabado y mezclado en los estudios La bodega por Memo Gil con el sello Travesía Music Producciones S.A. de C.V. (de donde extrajo el título para su disco), con la participación del baterista Eddy Vega, el bajista Pancho Ruiz, Chatrán González a las percusiones, Aarón Cruz al contrabajo y fretless, Gary Lucas, Felipe Javier y Dani Vázquez. Estuvo en el auditorio nacional de México D.F. junto a Mikel Erentxun interpretando varios temas.
Ha participado en diferentes eventos artísticos, colaborando con artistas como Juan Sinmiedo en "Mi mamá no me mima", Rafa Martín en "Todo el amor que te puedo dar" y temas tributo como "Dispárame un te quiero" (Mikel Erentxun), "Algo en común" (Enrique Bunbury), "Seda y hierro" o "Chica de ayer" (Antonio Vega), "La media vuelta" (José Alfredo Jiménez)
Paralelamente a su música, Mercedes ha contribuido con causas sociales. Colaboró con la Plataforma de Mujeres Artistas en las numerosas giras de conciertos internacionales que han realizado por diversos países como el territorio palestino en Cisjordania, actuando en el teatro de la ciudad de Ramallah, en Belén ante un público de más de 10 000 personas en marzo de 2004 en apoyo a las reivindicaciones del pueblo palestino.
En septiembre de 2013 estrenó el primer EP titulado The 90's Bootlegs, Vol. 1 para relanzar su trayectoria como sello en línea. Incluyó canciones inéditas y dos nuevas versiones de temas del disco Tiempo futuro.
En 2018 publicó, tras una campaña de micromecenazgo, el álbum C+V.
En 2019 rehizo la banda con Pedro Andrea, Edward Bonnin y Esteban Cabezos.
En abril de 2023 presentó y publicó el miniálbum Fieras Feroces con cinco nuevos temas: «Hacer Parecer», «Supremacía Moral», «Cuenta Vacía (en colaboración con Aurora Beltrán)», «Fuerza Distinta» y «La Incertidumbre».

## Discografía en estudio

### Entre mi sombra y yo(1986)
1. El golpeador
2. El arte de andar
3. Lou Salomé
4. Todos los gritos
5. Europa
6. El miedo a las olas
7. A sangre fría
8. Entre mi sombra y yo
9. Zulema
10. Como un camaleón
11. Creencia y caída

### Tengo todas las calles(1988)
1. Tengo todas las calles
2. Estoy en amor
3. Soy un mal chico
4. Alerta (Sé dueño de ti)
5. Tú y tu danza
6. Podemos hacer algo
7. Sobre tu piel
8. ¡Qué locura!
9. Tela de araña

### Imán(1991)
1. Intro
2. El árbol de la magia
3. Eres un imán
4. Esto no es amor
5. Más color
6. La señal del vampiro
7. Abuse I
8. Qué fácil es
9. Cárcel de amor
10. Ir descubriendo sistemas
11. A boy from Tennessee
12. Abuse II

### Tiempo futuro (1994)
1. Tiempo futuro
2. Inocente pasión
3. Invisibles alas
4. Intermedio
5. Mueve la máquina
6. Paraíso prohibido
7. Guitarra mística
8. Hydra
9. Para siempre
10. En tus manos... mi espíritu
11. Mueve la máquina (dance)

### Generaciones (1997)
1. La llave del corazón 3:07
2. Tu libertad 5:00
3. Adiós 3:10
4. Tengo todas las calles 3:29
5. Paraíso prohibido 4:36
6. Carretera sin fin 4:44
7. El árbol de la magia 4:08
8. El golpeador 4:02
9. Cárcel del amor 3:48
10. Elektra 2:17
11. Tela de araña 3:44
12. Lou Salome 3:56
13. Generaciones 3:35

### Tiempo real (2003)
1. Al otro lado
2. Extraño
3. Lágrima
4. Re-evolución
5. Salvación
6. Adicta
7. Río de luz
8. Sweet and warm touch
9. Fruto
10. Fantasía

### Travesía (2009)
1. Hagamos el amor 3:48
2. Travesía 3:49
3. Juegos de otros 3:04
4. Fiesta feista 4:09
5. Estúpidos 5:43
6. Vuélvanse locos 2:27
7. Solo un beso 2:36
8. El Ave Fénix 2:45
9. Todavía 3:02
10. Arte de magia 3:40

### The 90's Bootlegs, Vol. 1(2013 - EP)
The 90's Bootlegs consta de 24 pistas, en las que participan Andrés Calamaro (teclados), Pedro Andrea (Guitarra), Billy Villegas (Batería), Oscar Pozo, entre otros.
1. My new life 2:34
2. No baby no 4:34
3. All those things 4:20
4. Invisibles alas 4:22
5. En tus manos... mi espíritu 4:21

### Tiempo real Demos 2001-2003(2016)
1. Furia
2. Todo lo que no es amor
3. Valiente
4. Al otro lado
5. Carrousel
6. Salvación
7. Adicta
8. Extraño
9. Lágrima letal

### C+V (Carne y verso) (2018)
1. Acto de fe
2. Plan de vuelo
3. C+V
4. El poder
5. Monstruos (Ahí fuera)
6. Ciudad ardiente
7. Letanía
8. Word gun
9. Que queda de mi
10. Vueltas de noria

### Tiempo real 2020 (2020)
1. Tiempo real 2020
2. Adicta 2020
3. Al otro lado (Studio mix)
4. Furia
5. Libérame
6. Carrousel
7. Valiente
8. Salvación (Demo version)
9. Todo lo que no es amor
10. Extraño (Demo version)
11. Adicta (Fast)
12. WE
13. Furia (Versión acústica)
14. Adicta (Slow)

### Fieras Feroces (2023)
1. Hacer Parecer
2. Supremacía Moral
3. Cuenta Vacía
4. Fuerza Distinta
5. La Incertidumbre

## Recopilatorios

### Todas sus grabaciones con discos Epic (1986-1988)(2001)

#### CD 1
1. El golpeador
2. El arte de andar
3. Lou Salomé
4. Todos los gritos
5. Europa
6. El miedo a las olas
7. A sangre fría
8. Entre mi sombra y yo
9. Zulema
10. Como un camaleón
11. Creencia y caída

#### CD 2
1. Tengo todas las calles
2. Estoy en amor
3. Soy un mal chico
4. Alerta (Sé dueño de ti)
5. Tú y tu danza
6. Podemos hacer algo
7. Sobre tu piel
8. ¡Qué locura!
9. Tela de araña

### Intermedio 1986-2006 (2006)
1. El árbol de la magia
2. Estoy en amor
3. Eres un imán
4. Cárcel del amor
5. Tiempo futuro
6. Inocente pasión
7. Intermedio
8. Mueve la máquina
9. Paraíso prohibido
10. Adiós
11. Tela de araña
12. Generaciones
13. Lou Salomé
14. El golpeador
15. Tengo todas las calles
16. Fantasía
17. Sigue brillando en mí
18. Madrid despierta

## B.S.O.

### Gorda(2005)
1. Eres distinto
2. Number One
3. Buen rollo (Fiesta guay)
4. Basta ya
5. Cama
6. Eres el mejor
7. Mar profundo
8. Reprise (instrumental)
9. El barco de la libertad
10. Basta ya (Remix)
11. Mar profundo (Remix)
12. Círculo vicioso